# وود (دهانه)
وود یک دهانه برخوردی در ماه‌ است.

## دهانه‌های اقماری
این دهانه ۱ دهانه اقماری دارد.
| Wood | عرض جغرافیایی | طول جغرافیایی | قطر          |
| ---- | ------------- | ------------- | ------------ |
| S    | ۴۳.۸° N       | ۱۲۳.۶° W      | ۳۵.۰ کیلومتر |